# Antroponube

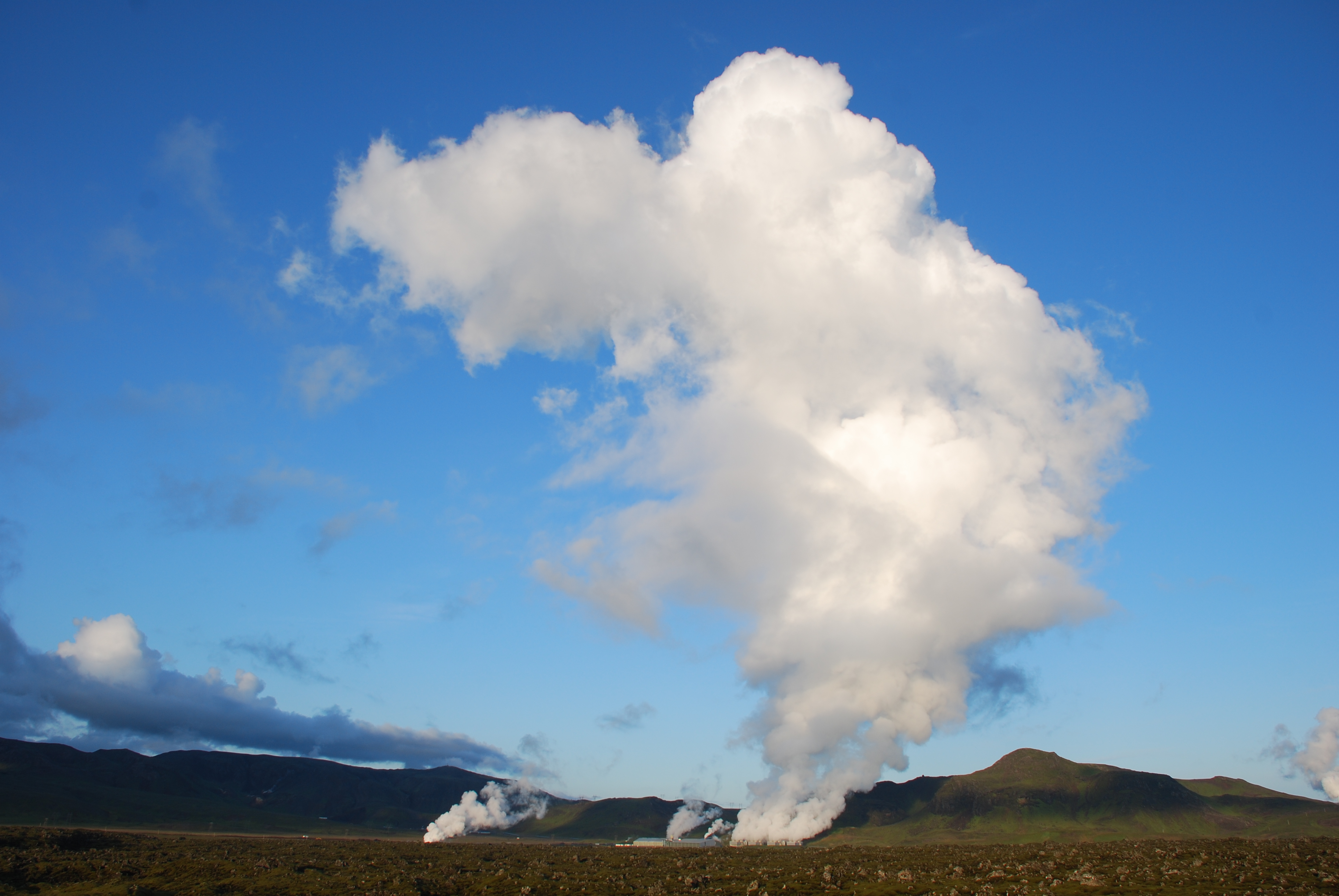
Anthropocúmulus originado por la actividad de la central geotérmica de Nesjavellir (Islandia) (agosto de 2009).

Las antroponubes son aquellas nubes originadas por actividades humanas. Aunque generalmente se considera que la nubosidad presente en el cielo tiene un origen únicamente natural, desde el principio de la Revolución Industrial, el uso a gran escala de los combustibles fósiles y las emanaciones de vapor de agua y otros gases procedentes de centrales nucleares, térmicas y geotérmicas conllevan alteraciones importantes de las condiciones atmosféricas locales. En determinadas ocasiones, las nuevas condiciones atmosféricas pueden generar la formación de nubes que de otro modo no aparecerían en el cielo. Son justamente estas nubes generadas a raíz de las actividades humanas las que se denominan antroponubes.

## Formación de las antroponubes
La formación de una nube requiere tres ingredientes : (i) es necesario que el aire contenga una cierta cantidad de agua en forma de vapor , (ii) debe haber algún mecanismo que enfríe el aire hasta conseguir que este llegue a la temperatura de rocío y condense parte del vapor de agua en forma de pequeñas gotitas, o bien, si la temperatura es muy baja, lo sublime formando pequeños cristales de hielo, (iii) se necesitan núcleos de condensación o núcleos de hielo, es decir, pequeñas partículas sólidas que se mantienen en suspensión en el aire, sobre las que se formarán las gotitas de agua fruto del proceso de condensación o los cristales de hielo cuando el proceso que tiene lugar es la sublimación.
El uso de combustibles fósiles favorece que se den las tres condiciones anteriores. Por un lado, la combustión de gas natural, carbón o derivados del petróleo genera dióxido de carbono, uno de los principales gases responsables del incremento del efecto invernadero, y vapor de agua. Este proceso también conlleva que, a causa de las impurezas presentes en los combustibles y de la combustión imperfecta, que en mayor o menor medida se produce en muchos motores y calderas, la formación de pequeñas partículas sólidas en suspensión. Estas partículas, a menudo del tamaño de aerosoles naturales, se comportan como núcleos de condensación o de hielo. Además, todos los procesos de combustión conllevan una liberación de energía térmica que, si se produce a gran escala, puede favorecer la ascensión del aire cálido al ser menos denso que el que el aire que lo rodea.
Si bien todos los procesos que conllevan el uso de combustibles fósiles generan los tres ingredientes necesarios para la formación de nubes, sólo determinadas actividades humanas, como es el caso de las centrales térmicas o geotérmicas, el vuelo de los aviones comerciales o las industrias petroquímicas, generan alteraciones suficientemente relevantes de las condiciones atmosféricas para formar nubes, a las que llamaremos antroponubes atendiendo a su origen.

## Nomenclatura de las antroponubes
La obra de referencia en relación con la nomenclatura de las nubes es el International Cloud Atlas publicado por la Organización Meteorológica Mundial, que recopila la propuesta de nombres que realizó Luke Howard a principios del s . XIX, y todas las modificaciones y que se han ido haciendo posteriormente. El nombre científico de cada nube es en latín, y existen diez géneros básicos, los cuales se diferencian a partir de su forma, color y altura.
En el caso de las antroponubes, su nomenclatura es exactamente la misma que la de las nubes de origen natural pero anteponiendo el prefijo anthropo - al nombre de la nube correspondiente (Mazon et al., 2012). Así, por ejemplo, un Cúmulus que sea originado por una actividad humana debe designarse como Anthropocúmulus.
En el caso de las abreviaturas que se utilizan para anotar la nubosidad durante las observaciones meteorológicas, hay que anteponer la letra a- para diferenciar las nubes de origen antrópico de aquellas que tienen un origen natural. Volviendo al ejemplo anterior, un cúmulo que normalmente se indica con la abreviatura Cu, habrá anotarlo como aCu cuando sea originado por una actividad humana.

## Tipos y clasificación de las antroponubes
La clasificación internacional de las nubes considera 3 grandes grupos:
• Nubes altas
• Nubes medias
• Nubes bajas
Analizaremos a continuación qué géneros de cada uno de estos 3 grupos pueden tener un origen antrópico y cuál es su proceso de formación en cada caso. 

### Antroponubes altas
Los tres géneros de nubes altas, los Cirrus, los cirrocúmulos y los cirrostratos, a pesar de tratarse de nubes que se forman en la parte más alta de la troposfera y, por tanto, la más alejada de la superficie terrestre, pueden tener un origen antrópico. En este caso, el proceso que causa su formación es casi siempre el mismo: la circulación de aviones comerciales o militares a sus altitudes típicas de vuelo. Los gases resultantes de la combustión del queroseno expulsados por los motores aportan vapor de agua al aire habitualmente muy seco de esta región de la troposfera. Además, el fuerte contraste entre el aire frío de las capas altas de la troposfera y el aire caliente y rico en vapor de agua expulsado por los motores de los aviones provoca la rápida sublimación del vapor de agua formando pequeños cristales de hielo. Este proceso sucede con más facilidad ya que se realiza sobre los abundantes núcleos de condensación producto de la combustión.

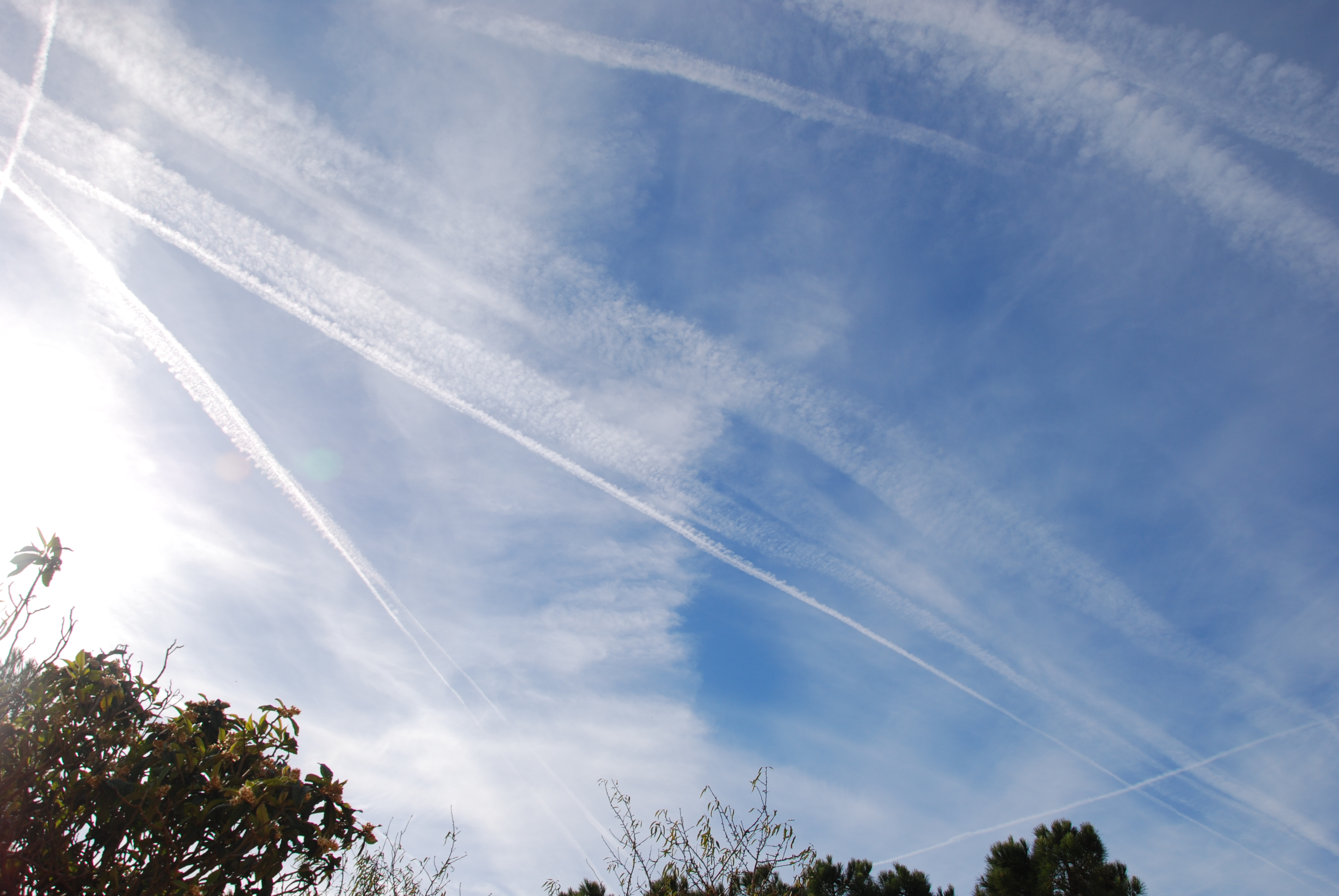
Anthropocirrocúmulus (aCc) i Anthropocirroestratos (aCs) sobre el cielo de Barcelona (noviembre de 2010).

La estela de condensación de un avión (Contrail en inglés ) produce inicialmente una antroponube cirriforme lineal del género Anthropocirrus (aCi). La fuerte diferencia de temperatura entre el aire expulsado por el motor de los aviones y el aire ambiente por donde circula el avión genera procesos de convección a pequeña escala. Estos procesos favorecen que las estelas de condensación de los aviones evolucionen con rapidez hacia Anthropocirrocúmulus (aCc), nubes con forma de pequeños copos de color blanco intenso. Dependiendo de las condiciones atmosféricas existentes en la parte alta de la troposfera, estas antroponubes altas se desvanecen con rapidez o bien persisten. Cuando el aire es seco y estable las partículas que forman las antroponubes altas se evaporan con rapidez y sólo se observan a unos cientos de metros de la cola del avión. Este proceso es también indicativo de estabilidad atmosférica. Por otra parte, si la humedad es alta existe una sobresaturación sobre el hielo y la antroponube formada se va ensanchando y puede persistir durante horas.
Si la antroponube es persistente, dependiendo de los flujos de viento que haya en la zona donde se han formado los Anthropocirrocúmulus (aCc), las partículas que los forman se pueden dispersar formando nubes con textura fibrosa, Anthropocirrus (aCi), o bien nubes de forma laminar y textura uniforme, Anthropocirroestratos (aCs) . La presencia y persistencia de estos tres géneros de antroponubes altas es a menudo previa a la presencia de las nubes prefrontales de la perturbación que se está aproximando. En algunos casos, cuando el tráfico aéreo de una zona es elevado, las antroponubes altas, inhiben la formación de Cirrus naturales, al captar el vapor de agua del ambiente.

### Antroponubes medias
La franja intermedia de la troposfera es la parte de esta capa atmosférica que está menos afectada por la actividad humana. Por un lado, está lo suficientemente arriba, para no recibir casi influencias de las actividades industriales o agrícolas que se desarrollan en la superficie terrestre. Por otro lado, los vuelos comerciales y militares sólo la atraviesan durante el proceso de ascenso y descenso.
Además de esta reducida influencia de las actividades humanas en las capas medias troposféricas, dos de los géneros de nubes medias, los nimbostratos y los altostratos son nubes de gran tamaño que difícilmente podrían ser originadas de forma exclusiva por la acción humana. Se considera, por tanto, que las formas antrópicas de estos dos géneros de nubes no existen. Sí puede darse el caso de que un Nimbostratos o un Altostratos formados por causas naturales reciban el aporte del vapor de agua y núcleos de condensación con la columna de aire caliente procedente de alguna instalación como una central térmica o una industria petroquímica. Este proceso favorecerá su crecimiento y persistencia pero, en cualquier caso, se tratará de nubes originadas inicialmente por procesos naturales.
El único género de nubes medias de tipo antrópico que se puede observar son los Anthropoaltocúmulus (aAc), nubes que se originan por un proceso similar al de los Anthropocirrocúmulus (aCc), pero en el contexto de estelas de condensación en las capas medias de la troposfera.

### Antroponubes bajas
La parte baja de la troposfera es la que recibe más directamente la influencia de las actividades humanas que aportan vapor de agua, aire caliente y núcleos de condensación, los tres ingredientes que originan la formación de nubes.

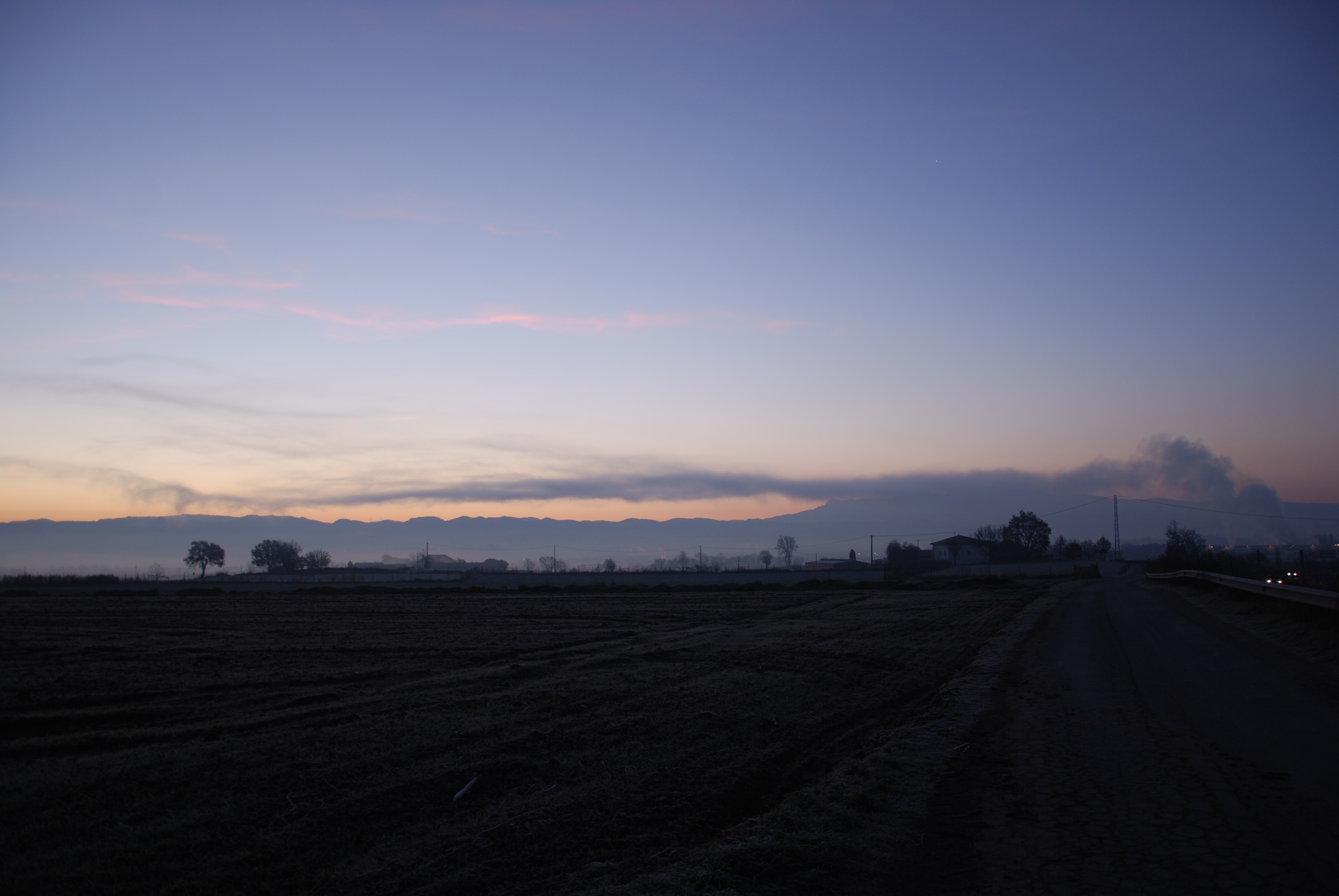
Anthropostratus (aSt) originado por una planta de tratamiento de leche en Gurb (febrero de 2011).

En situaciones de estabilidad es frecuente la formación de nieblas cuando el aire de las capas inferiores de la troposfera es bastante húmedo. A veces el contenido de vapor de agua de este aire no es suficiente para la formación de capas de estratos de forma natural pero la aportación de aire cálido y húmedo proveniente de alguna actividad humana favorece la formación de capas de Anthropostratos ( aSt). Se trata de nieblas de origen antrópico.
Otras veces el aire cálido y húmedo procedente de alguna planta energética o industria origina una corriente convectiva que al alcanzar el nivel de condensación forma una nube antrópica de aspecto cumuliforme más o menos desarrollado que llama Anthropocúmulus (aCu). También se pueden observar con cierta frecuencia Anthropocúmulus (aCu) de pequeñas dimensiones, sobre las cúpulas de aire contaminado que se forman en situaciones anticiclónicas sobre las ciudades o áreas industriales.

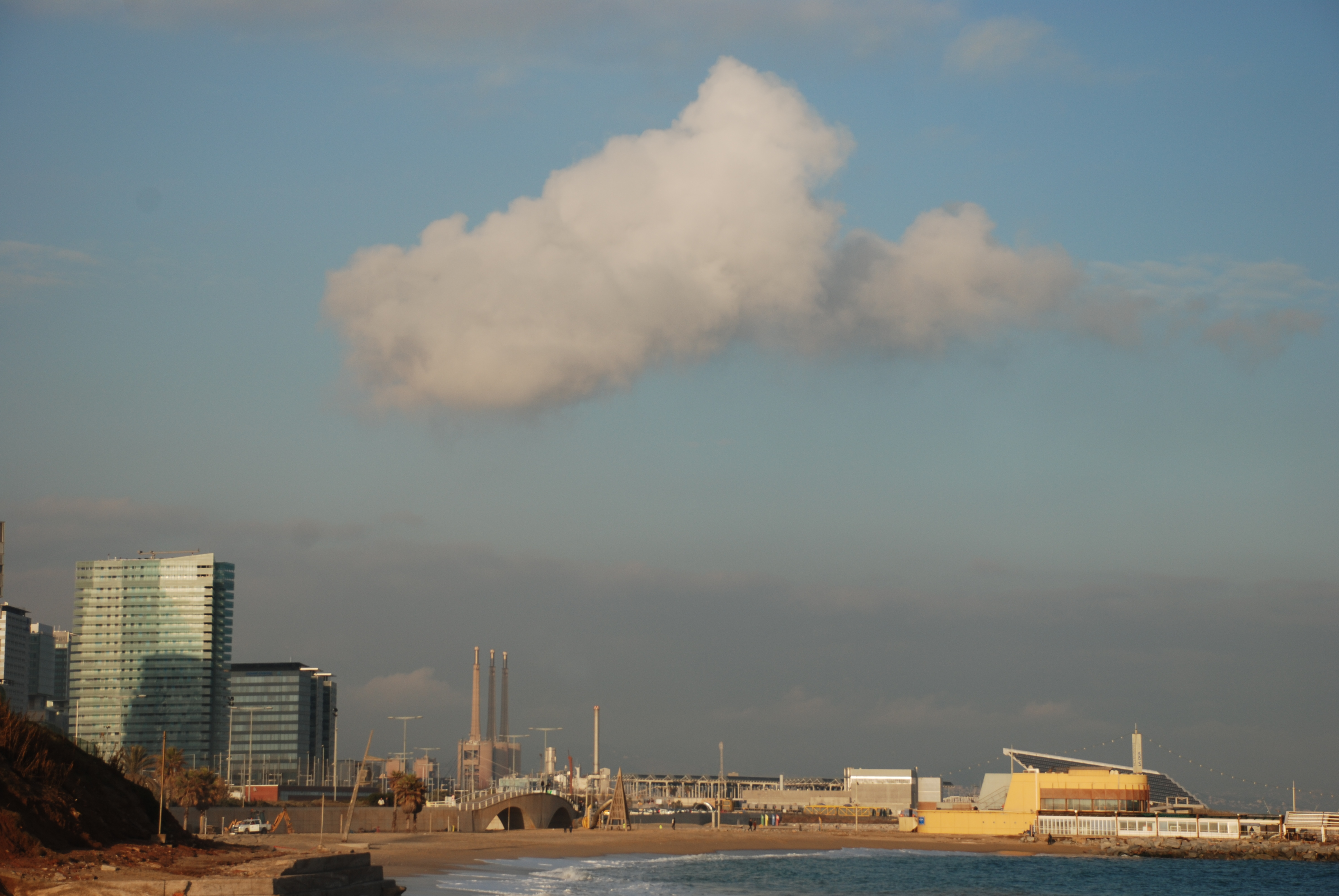
Anthropocúmulus (aCu) originado por la actividad de la central térmica de San Adrián de Besós (diciembre de 2008).

Los Anthropostratocúmulos (aSc) son nubes de origen antrópico que pueden formarse tanto en el contexto de una niebla formada por Anthropostratos (aSt) en la que se produzca un cierto ascenso convectivo, como en el caso de Anthropocúmulos (aCu) que se estratifican.
Los Cumulonimbos son nubes de dimensiones tan grandes que sólo excepcionalmente pueden ser generados de forma exclusiva por causas antrópicas. Se ha observado, por ejemplo, que grandes incendios han originado inicialmente Pirocúmulus que han seguido desarrollándose hasta dar lugar a Anthropocumulonimbos (aCb). En el caso de los Cumulonimbos originados por causas naturales, las actividades humanas pueden potenciar su desarrollo y persistencia cuando estas nubes se desplazan sobre zonas ampliamente humanizadas.

## Influencia de las antroponubes en el clima
La formación de nubes es uno de los numerosos procesos atmosféricos que se ve alterado por las actividades humanas. Hay algunos estudios sobre la importancia y los efectos de las nubes altas de tipo antrópico (Penner, 1999; Minna et al., 1999, 2003 y 2004; Marquart et al., 2002 y 2003; Stuber and Foster, 2006 y 2007), pero no sobre las antroponubes en general. En el caso de Anthropocirrus (aCi) procedentes de contrails el IPCC estima un forzamiento global radiativo positivo del orden de 0,01 Wm-2 y, por tanto, una contribución al calentamiento global.
Al tomar datos meteorológicos, el uso de la nomenclatura que utiliza el prefijo Anthropo- para designar las nubes originadas de forma exclusiva por actividades humanas permite diferenciar estas nubes de los de origen natural. La acumulación y valoración de estos datos hará posible en el futuro obtener datos fiables de la influencia en términos globales las antroponubes en el clima de nuestro planeta.